# Baudouin al Belgiei (1869-1891)
Prințul Baudouin al Belgiei (n. 3 iunie 1869, Brussel, Comunitatea Francofonă din Belgia⁠(d), Belgia – d. 23 ianuarie 1891, Palace of the Count of Flanders⁠(d), Comunitatea Francofonă din Belgia⁠(d), Belgia) a fost fiul cel mare al Prințului Filip, Conte de Flandra și al soției acestuia, Maria de Hohenzollern-Sigmaringen.

## Biografie

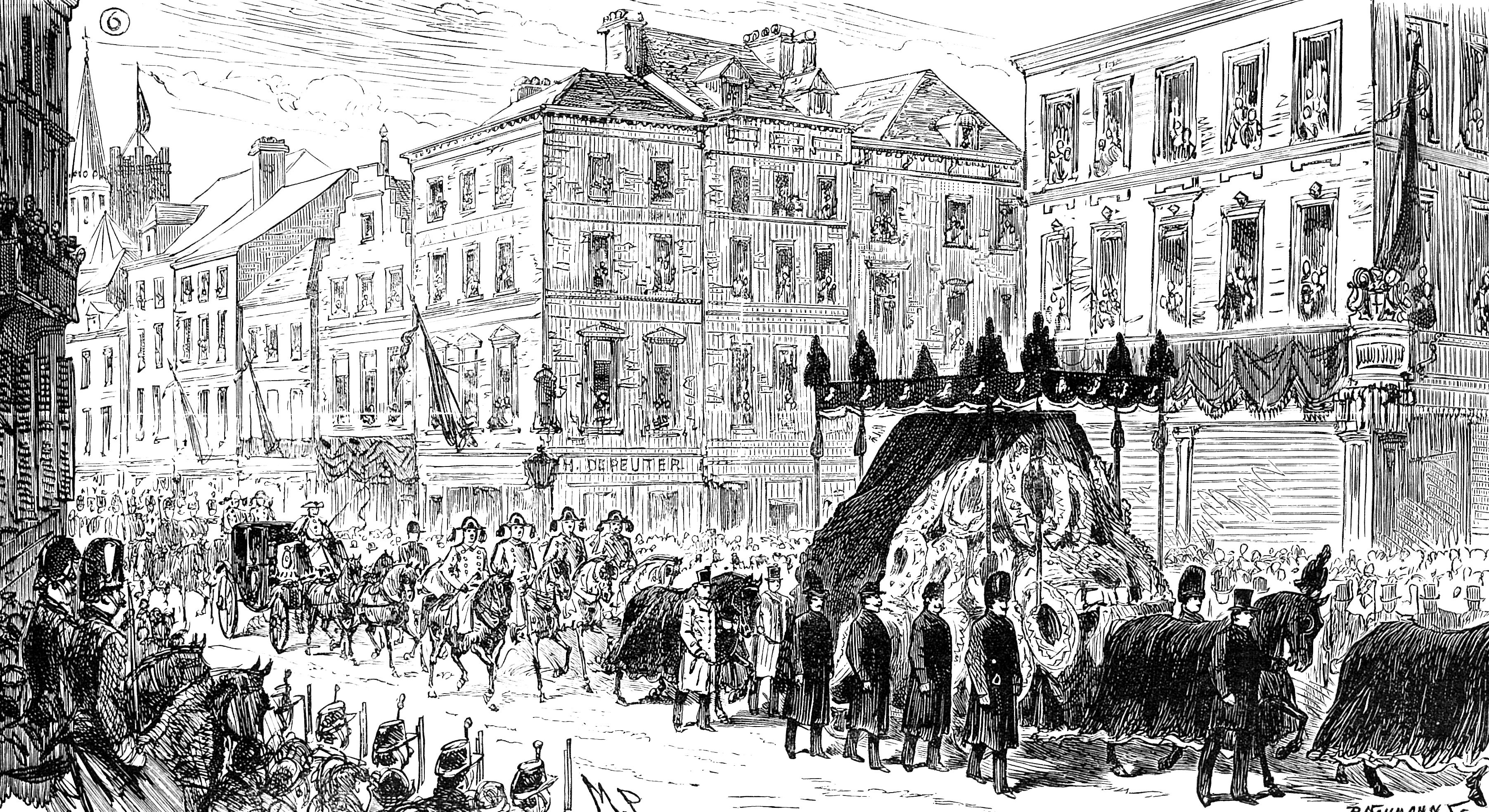
Funerariile Prințului Baudouin al Belgiei

Baudouin s-a născut în timpul domniei unchiului său, regele Leopold al II-lea al Belgiei. Decesul singurului fiu al regelui, Leopold, Duce de Brabant, în ianuarie, înainte de nașterea lui Baudouin, a făcut ca următorul în linia de succesiune la tron să fie fratele mai mic al regelui Leopold, Contele de Flandra, tatăl Prințului Baudouin. Nașterea în iunie a prințului a fost celebrată în toată țara. 
Baudouin a murit la palatul contelui de Flandra la 23 ianuarie 1891, la o zi după comemorarea decesului vărului său, Leopold. Baudouin fusese vizitat de sora sa care era bolnavă, Henriette. Prințul, care avea gripă, a insistat să stea cu sora sa. La 23 ianuarie el a fost rănit în duelul cu soțul amantei sale și a murit în urma rănilor.
La momentul decesului său, Baudouin urma să se logodească cu verișoara sa, Clémentine (fiica regelui Leopold).
După moartea sa, fratele mai mic al lui Baudouin, Albert, a devenit moștenitor al tronului după moartea tatălui lor, și mai târziu și-a succedat unchiul, devenind regele Albert I al Belgiei.